# Premio al mejor Baloncestista Masculino del Año de la Metro Conference
El Premio al mejor Baloncestista Masculino del Año de la Metro Conference (en inglés, Metro Conference Men's Basketball Player of the Year) es un galardón que otorgaba la Metro Conference al jugador de baloncesto masculino más destacado del año. El premio fue entregado por primera vez en la temporada 1976–77 hasta la 1994–95. En 1995, la Metro Conference se fusionó con la Great Midwest Conference para formar la Conference USA.
A lo largo de la historia del premio hubo tres años con doble ganador, en 1978, 1981 y 1988. Un jugador, Darrell Griffith de Louisville, fue también galardonado con el Premio John R. Wooden en 1980.
Louisville es la universidad con más premios al mejor jugador de la Metro Conference con ocho, seguido de Southern Mississippi con tres (todos ellos de Clarence Weatherspoon). Weatherspoon es el único jugador con tres premios, mientras que Keith Lee y Clifford Rozier cuentan con dos.

## Ganadores

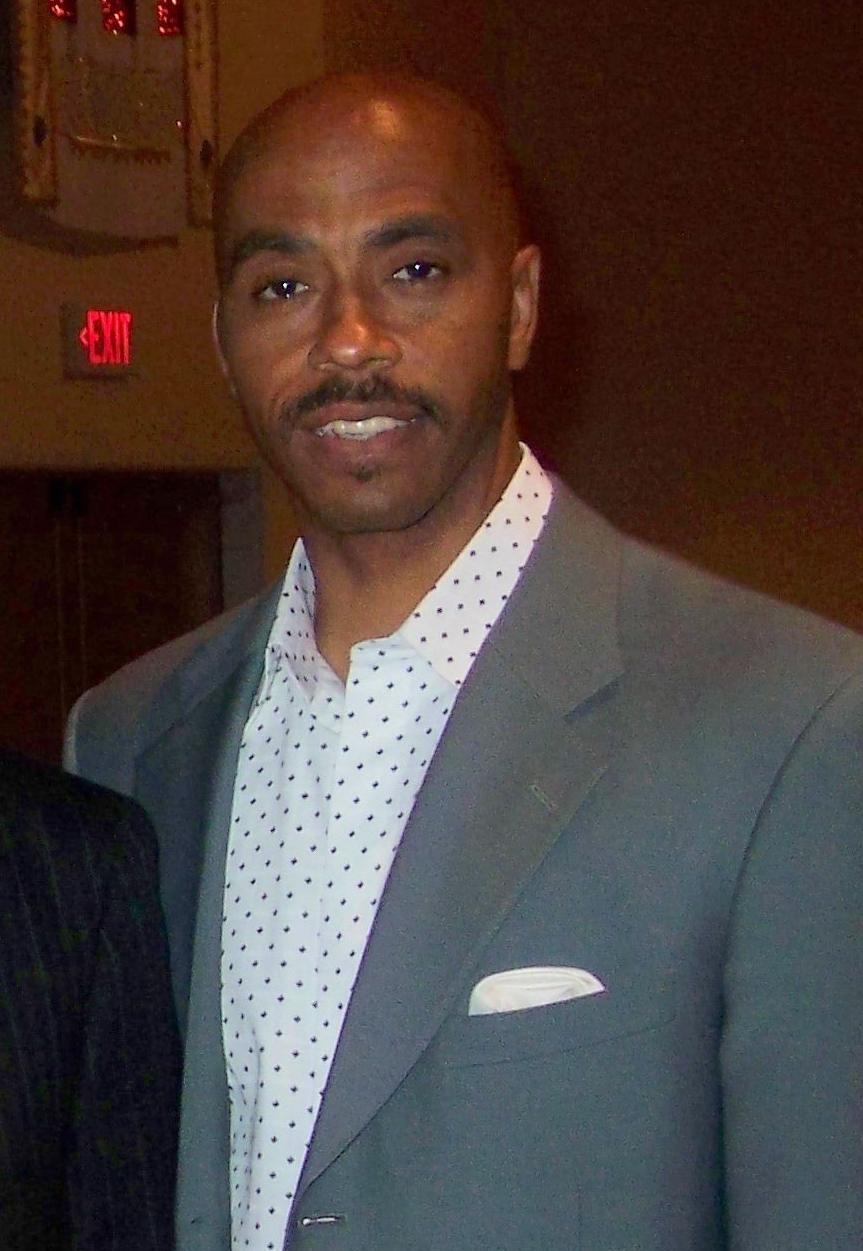
Darrell Griffith ganó el premio al mejor jugador de la conferencia y el Premio John R. Wooden en 1980.

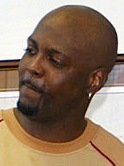
George McCloud ganó el premio en 1989 con Florida State.

| †           | Co-Jugadores del Año                                                                                                |
| *           | Ganador del premio al mejor universitario del año: el Naismith College Player of the Year o el John R. Wooden Award |
| Jugador (X) | Denota el número de veces que ha conseguido el galardón                                                             |

| Temporada | Jugador                   | Universidad          | Posición        | Curso     | Referencia |
| --------- | ------------------------- | -------------------- | --------------- | --------- | ---------- |
| 1976–77   | Gary Yoder                | Cincinnati           | Escolta/Alero   | Sénior    |            |
| 1977–78†  | Harry Davis               | Florida State        | Alero           | Sénior    |            |
| 1977–78†  | Rick Wilson               | Louisville           | Escolta/Base    | Sénior    |            |
| 1978–79   | Pat Cummings              | Cincinnati           | Pívot           | Sénior    |            |
| 1979–80   | Darrell Griffith*         | Louisville           | Escolta         | Sénior    |            |
| 1980–81†  | David Burns               | Saint Louis          | Base            | Sénior    |            |
| 1980–81†  | Derek Smith               | Louisville           | Escolta         | Júnior    |            |
| 1981–82   | Keith Lee                 | Memphis State        | Ala-Pívot/Pívot | Freshman  |            |
| 1982–83   | Rodney McCray             | Louisville           | Alero           | Sénior    |            |
| 1983–84   | John Williams             | Tulane               | Ala-Pívot/Pívot | Júnior    |            |
| 1984–85   | Keith Lee (2)             | Memphis State        | Ala-Pívot/Pívot | Sénior    |            |
| 1985–86   | Dell Curry                | Virginia Tech        | Alero           | Sénior    |            |
| 1986–87   | Herbert Crook             | Louisville           | Base            | Júnior    |            |
| 1987–88†  | Bimbo Coles               | Virginia Tech        | Base            | Sophomore |            |
| 1987–88†  | Pervis Ellison            | Louisville           | Pívot           | Júnior    |            |
| 1988–89   | George McCloud            | Florida State        | Escolta/Alero   | Sénior    |            |
| 1989–90   | Clarence Weatherspoon     | Southern Mississippi | Ala-Pívot       | Sophomore |            |
| 1990–91   | Clarence Weatherspoon (2) | Southern Mississippi | Ala-Pívot       | Júnior    |            |
| 1991–92   | Clarence Weatherspoon (3) | Southern Mississippi | Ala-Pívot       | Sénior    |            |
| 1992–93   | Clifford Rozier           | Louisville           | Pívot           | Júnior    |            |
| 1993–94   | Clifford Rozier (2)       | Louisville           | Pívot           | Sénior    |            |
| 1994–95   | Jarvis Lang               | UNC-Charlotte        | Alero           | Sénior    |            |

## Ganadores por universidad
| Universidad (en Metro desde) | Premios | Años                                              |
| ---------------------------- | ------- | ------------------------------------------------- |
| Louisville (1975)            | 8       | 1978†, 1980, 1981†, 1983, 1987, 1988†, 1993, 1994 |
| Southern Mississippi (1982)  | 3       | 1990, 1991, 1992                                  |
| Cincinnati (1975)            | 2       | 1977, 1979                                        |
| Florida State (1976)         | 2       | 1978†, 1989                                       |
| Memphis State (1975)         | 2       | 1982, 1985                                        |
| Virginia Tech (1979)         | 2       | 1986, 1988†                                       |
| Saint Louis (1975)           | 1       | 1981†                                             |
| Tulane (1975)                | 1       | 1984                                              |
| UNC-Charlotte (1991)         | 1       | 1995                                              |